# Robert Ier d'Aversa
Pour les articles homonymes, voir Robert Ier.
Robert Ier d'Aversa (mort en 1120) fut prince de Capoue et comte d'Aversa, en Italie, de 1107 à 1120.

## Biographie
Robert Ier d'Aversa, deuxième fils de Jourdain Ier d'Aversa, succède, à la tête du comté d'Aversa, à son frère aîné Richard, mort sans héritier. Il porte d'abord le titre de « Procureur général du principat de Capoue » en avril 1106 puis de prince de Capoue d'avril 1107 jusqu'à sa mort le 3 juin 1120.
Comme son père et son grand-père, il essaye d'être le protecteur du pape, et envoie en 1111 une armée de 300 chevaliers pour secourir Pascal II, emprisonné avec ses 16 cardinaux par l'empereur Henri V. Son armée fut battue par celle du comte de Tusculum et il n'atteignit pas son objectif. Son fils Richard III d'Aversa, associé au trône le 27 mai 1120 meurt dès le 5 juin suivant. Robert Ier laisse également une fille épouse du roi Étienne II de Hongrie.